# Negrești-Oaș
Negrești-Oaș (in ungherese Avasfelsöfalu) è una città della Romania di 15 057 abitanti, ubicata nel distretto di Satu Mare, nella regione storica della Transilvania.
Fanno parte dell'area amministrativa anche le località di Luna e Tur.

## Storia

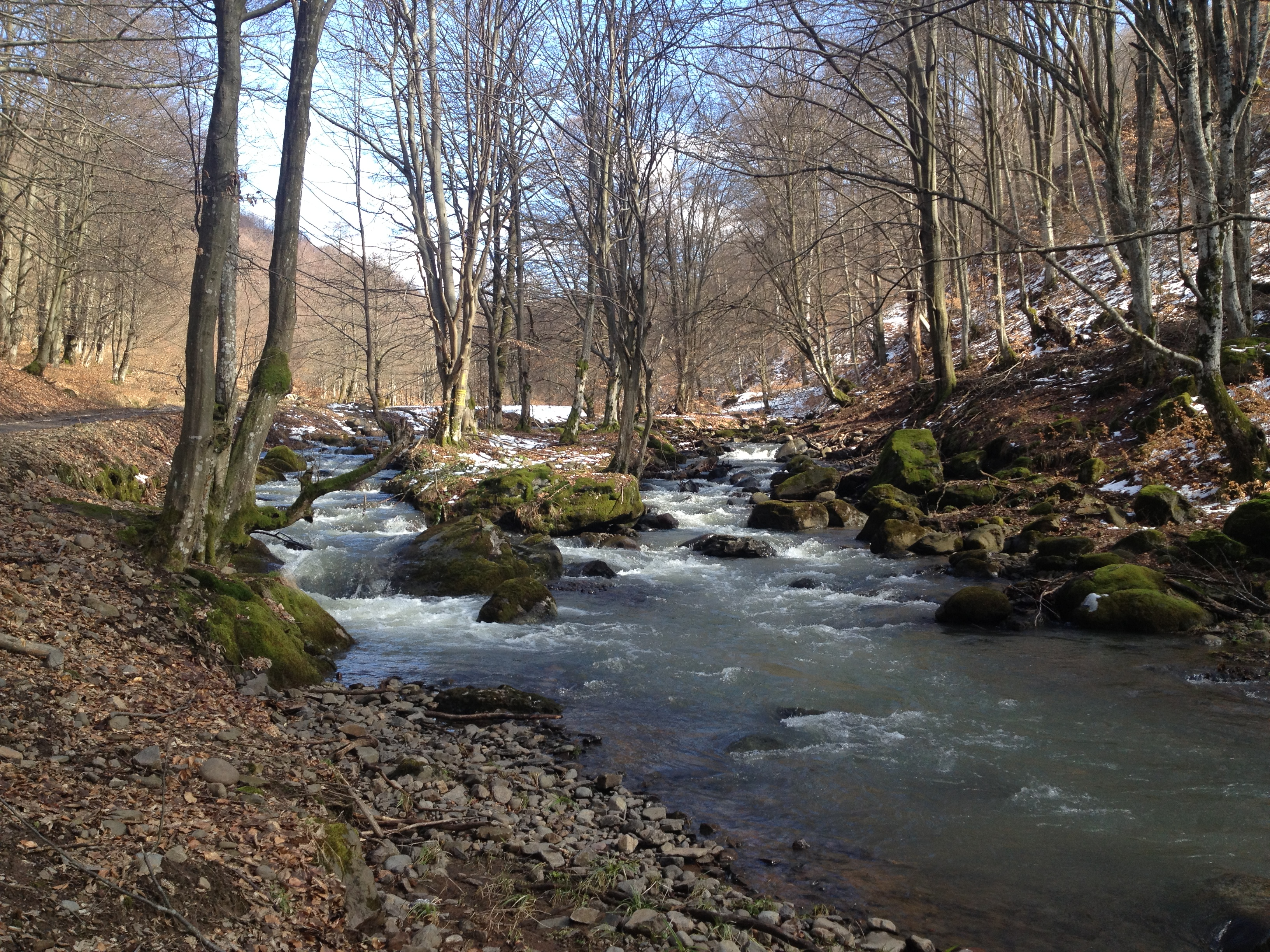
Il fiume Tur, vicino alla sua sorgente

La città è da sempre il centro principale della cosiddetta Țara Oașului (La Terra di Oaș), una regione abitata fin dai tempi più remoti. Nell'Età del bronzo in questa zona fiorì la cosiddetta Cultura di Suciu de Sus, che ha lasciato importanti reperti, soprattutto oggetti ceramici che oggi fanno parte della collezione di numerosi musei europei. La Ţara Oașului viene inoltre citata nelle cronache dello storico Grigore Ureche (XVII secolo).
In una lettera scritta il 17 ottobre 1270, la regione di Oaș viene menzionata come Terra di Ovaș, mentre i cosiddetti Diplomi del Maramureș indicano che Negrești-Oaș era ubicata sulla Via del Sale, che partiva dalle miniere di sale del Maramureș, in particolare di Giulești e che, attraverso Negrești-Oaș, giungeva fino a Satu Mare ed oltre, fino a raggiungere la Pannonia.
Alla fine del XIX secolo, il testo di un anonimo storico ungherese riporta che la città era il più grande (per superficie) insediamento romeno nell'Oaș, avendo soltanto 300 case ma estendendosi su 77 colli.